# La Courte Lettre pour un long adieu
La Courte Lettre pour un long adieu (Der kurze Brief zum langen Abschied) est un roman de l'écrivain autrichien Peter Handke paru en 1972. 

## Résumé
Le livre raconte l'histoire d'un jeune écrivain autrichien qui à New York reçoit une lettre de sa femme Judith : « Je suis à New York. S'il te plaît, ne me recherche pas, ce ne serait pas bien de me retrouver ». Le voyage qui s'ensuit à travers les États-Unis est à la fois une recherche de Judith et une fuite vis-à-vis de ses menaces. Cela lui donne l'occasion de réfléchir à sa vie étrange, son enfance et sa relation avec Judith. Leur réunion à la fin permet aux deux de se finalement dire au revoir. Le récit partage beaucoup de thèmes et de motifs avec le film Alice dans les villes réalisé par Wim Wenders en 1974.